# LANtastic
LANtastic — сетевая операционная система для DOS, Windows, Novell NetWare и OS/2. LANtastic поддерживает технологии Ethernet, ARCNET и Token Ring, а также её собственные адаптеры витой пары на 2 Мбит/с.
Её многоплатформенная поддержка позволяет станции LANtastic подключаться к любой комбинации Windows или операционных системах DOS, и его межсвязи позволяют делиться файлами, принтерами, CD-ROM и приложениями по всем предприятиям. LANtastic был особенно популярным до того, как в Windows 95 была встроена поддержка сетей и был почти лидером на рынке операционных систем.
LANtastic была первоначально разработана Artisoft Inc. в Тусон, штат Аризона. После выхода TeleVantage, LANtastic и прочая унаследованная продукция Artisoft были приобретены Spartacom Technologies в 2000 году. Позже SpartaCom была приобретена PCMicro.
В настоящее время (2006 год) самая новая версия — LANtastic 8.01. Он может соединить компьютеры с операционной системой DOS 5.0 (или выше) с Windows 3.x или выше (включая Windows XP).
Сети LANtastic используют протокол Server Message Block (SMB). Подробности очень плохо изучены.
Для совершения сессий используется Local Session Number (LSN).